# Kavarskas

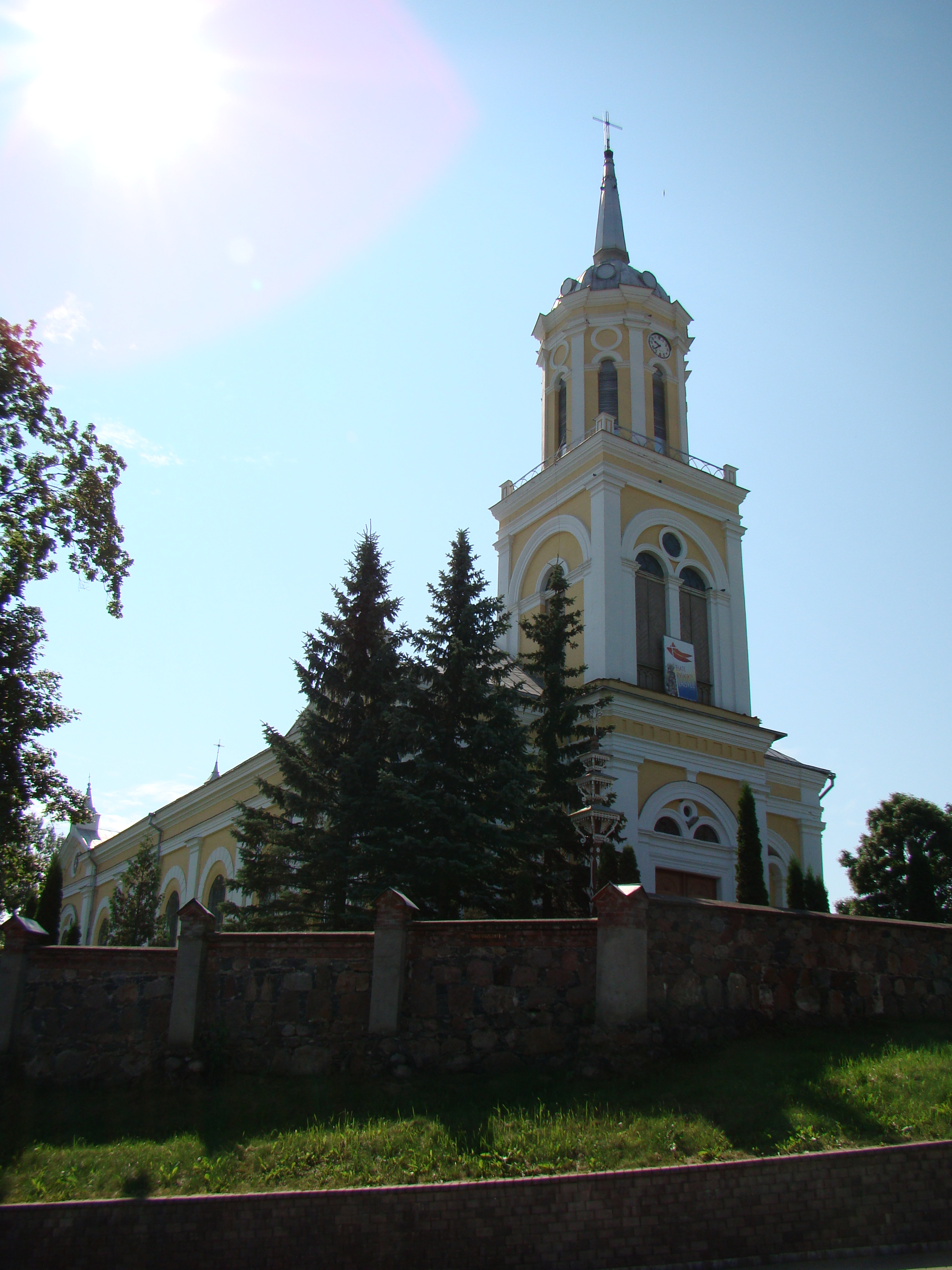
Katholische Kirche Johannes des Täufers in Kavarskas

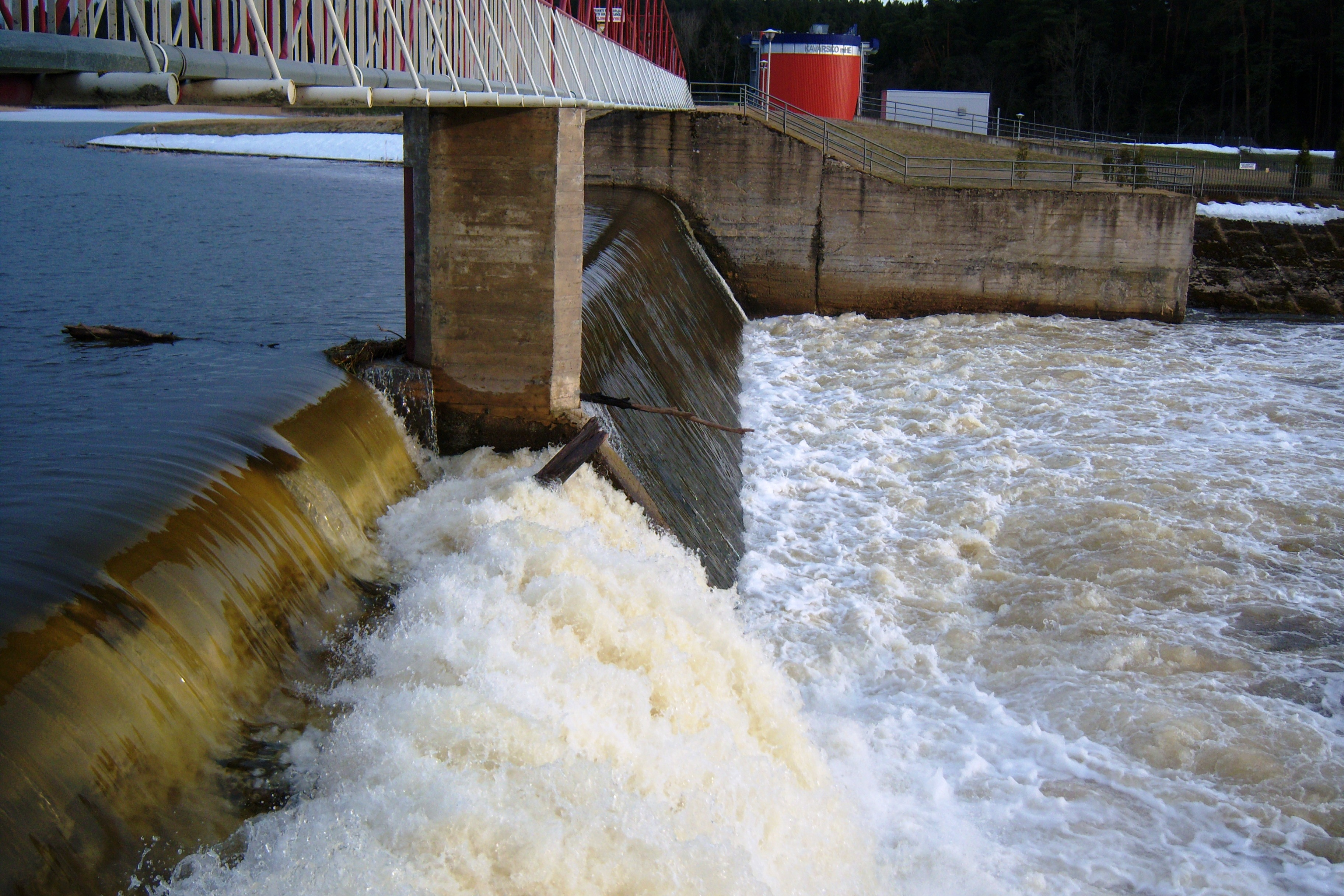
Wasserkraftwerk Kavarskas

Kavarskas ist eine Stadt mit 666 Einwohnern (2011) in der Rajongemeinde Anykščiai in Litauen. Sie liegt an der Fernstraße KK120 (Radiškis–Anykščiai–Rokiškis), 15 Kilometer südwestlich der Stadt Anykščiai, am rechten Ufer der Šventoji. Sie ist das Zentrum des gleichnamigen Amtsbezirks.

## Geschichte
Das 1538 erstmals urkundlich erwähnte Kavarskas erhielt 1551 das Stadtrecht. Nachdem bereits 1463 eine erste Kirche erbaut worden war, wurde die heutige katholische Kirche Johannes des Täufers 1887 im neubarocken Stil errichtet.

## Wasserkraftwerk Kavarskas
Das Wasserkraftwerk Kavarskas (Kavarsko hidroelektrinė) an der dafür aufgestauten Šventoji wurde 1962 erbaut und 2002 rekonstruiert. Die Stromkapazität Leistung beträgt 1,5 MW (1500 kW) (jeweils zwei 750 kW-Turbinen). Neben dem Wasserkraftwerk wurde ein Stausee angelegt. Der vom Kraftwerk erzeugte durchschnittliche Durchfluss beträgt 31,4 m³. 2010 produzierte das Wasserkraftwerk Kavarskas 7,14 GWh Strom.

## Personen
- Albertas Griganavičius (* 1934), Ehrenbürger von Šiauliai
- Vytautas Kaikaris (1912–1982), Chemiker
- Petras Raudonikis (1869–1950), Pharmazeut